# Hermaeophaga
Hermaeophaga là một chi bọ cánh cứng trong họ Chrysomelidae.
Chi này được miêu tả khoa học năm 1860 bởi Foudras.

## Các loài
Các loài trong chi này gồm:
- Hermaeophaga cicatrix Illiger, 1807
- Hermaeophaga flavitarsa Doberl, 1991
- Hermaeophaga mercurialis Fabricius, 1792
- Hermaeophaga ruficollis Lucas, 1849